# Marko Bošković
Marko Bošković (in serbo Mapкo Бoшкoвић?; Belgrado, 15 aprile 1982) è un ex calciatore serbo, di ruolo difensore.